# Aristóbulo de Panias
Aristóbulo de Panias (em grego:  Αριστόβουλος του Πανέα; em latim: Aristobulus; c. 160 a.C.) foi um filósofo judeu helenístico da escola peripatética, embora tenha empregado também conceitos platônicos e pitagóricos. Assim como seu sucessor, Fílon, tentou fundir ideias nas Escrituras hebraicas com aquelas do pensamento grego.

## Biografia
Viveu no século III ou II a.C. O período de sua vida é duvidoso, Anatólio de Laodiceia (270) o situa no tempo de Ptolemeu II Filadelfo (século III a.C.), Alfred Gercke na época de Ptolemeu Látiro (final do século II a.C.); enquanto que o testemunho mais confiável indica que foi contemporâneo de Ptolemeu Filométor (meados do século II a.C.). É o autor de um livro cujo título correto não se sabe, embora não haja provas suficientes para afirmar que se tratava de uma exposição da Lei de Moisés.
Esteve entre os primeiros filósofos alexandrinos judaicos, cujo objetivo era o de reconciliar e identificar concepções filosóficas gregas com a religião judaica. Apenas alguns fragmentos de sua obra, aparentemente intitulada Comentários sobre os Escritos de Moisés, são citados por Clemente, Eusébio e outros escritores teológicos, mas são suficientes para mostrar seu objeto. Eusébio preservou dois fragmentos de bom tamanho dele, em que são encontradas todas as citações de Aristóbulo feitas por Clemente. Além disso, há uma pequena passagem sobre o tempo do festival da Páscoa judaica, citado por Anatólio.
Ele se esforçou para provar que os primeiros filósofos gregos tiveram de Lino, Orfeu, Museu e outros, passagens que se assemelham fortemente aos escritos de Moisés. Sugere-se que o nome Aristóbulo foi tirado de II Macabeus i. 10. A hipótese de que foi de Aristóbulo que a filosofia da Sabedoria de Sirach derivou, não é geralmente aceita.
Aristóbulo estava entre muitos filósofos de seu tempo, que argumentou que o essencial da filosofia e da metafísica grega foi derivado de fontes judaicas. O filósofo Numênio de Apameia reafirma essa posição em sua declaração bem conhecida: "O que é Platão, senão Moisés falando grego ático?" (1.150.4) Aristóbulo afirmou, 150 anos antes de Fílon de Alexandria, que não só os mais antigos poetas gregos, Homero, Hesíodo, Orfeu, etc., mas também os mais célebres pensadores gregos, especialmente Platão, haviam adquirido a maior parte de seu conhecimento dos sábios judeus sábios e dos antigos textos hebraicos.